# Liste der Biografien/Kaj
Liste der Biografien |
Portal Biografien |
Personensuche
# |
A |
B |
C |
D |
E |
F |
G |
H |
I |
J |
K |
L |
M |
N |
O |
P |
Q |
R |
S |
T |
U |
V |
W |
X |
Y |
Z |
?
 
Ka |
Kb |
Kc |
Kd |
Ke |
Kf |
Kg |
Kh |
Ki |
Kj |
Kl |
Km |
Kn |
Ko |
Kp |
Kr |
Ks |
Kt |
Ku |
Kv |
Kw |
Ky |
Kx |
Kz
 
Kaa–Kag |
Kah |
Kai |
Kaj |
Kak |
Kal |
Kam |
Kan |
Kao |
Kap |
Kar |
Kas |
Kat |
Kau |
Kav |
Kaw |
Kay |
Kaz
Die Liste der Biografien führt alle Personen auf, die in der deutschsprachigen Wikipedia einen Artikel haben. Dieses ist eine Teilliste mit 89 Einträgen von Personen, deren Namen mit den Buchstaben „Kaj“ beginnt.

## Kaj

### Kaja
- Kaja-Vallière, Joanna, polnische Organistin
- Kajafa, Oleh (* 1989), ukrainischer Mittelstreckenläufer
- Kajami-Keane, Kaza (* 1994), kanadischer Basketballspieler
- Kajamini, Florian (* 2003), italienischer Radrennfahrer
- Kajan, Selma (* 1991), australische Mittelstreckenläuferin
- Kajander, Kaj (1924–1991), finnischer Heraldiker
- Kajander, Väinö (1893–1978), finnischer Ringer
- Kajanus, Robert (1856–1933), finnischer Dirigent und Komponist
- Kajaphas, jüdischer HoherpriesterKajaphas

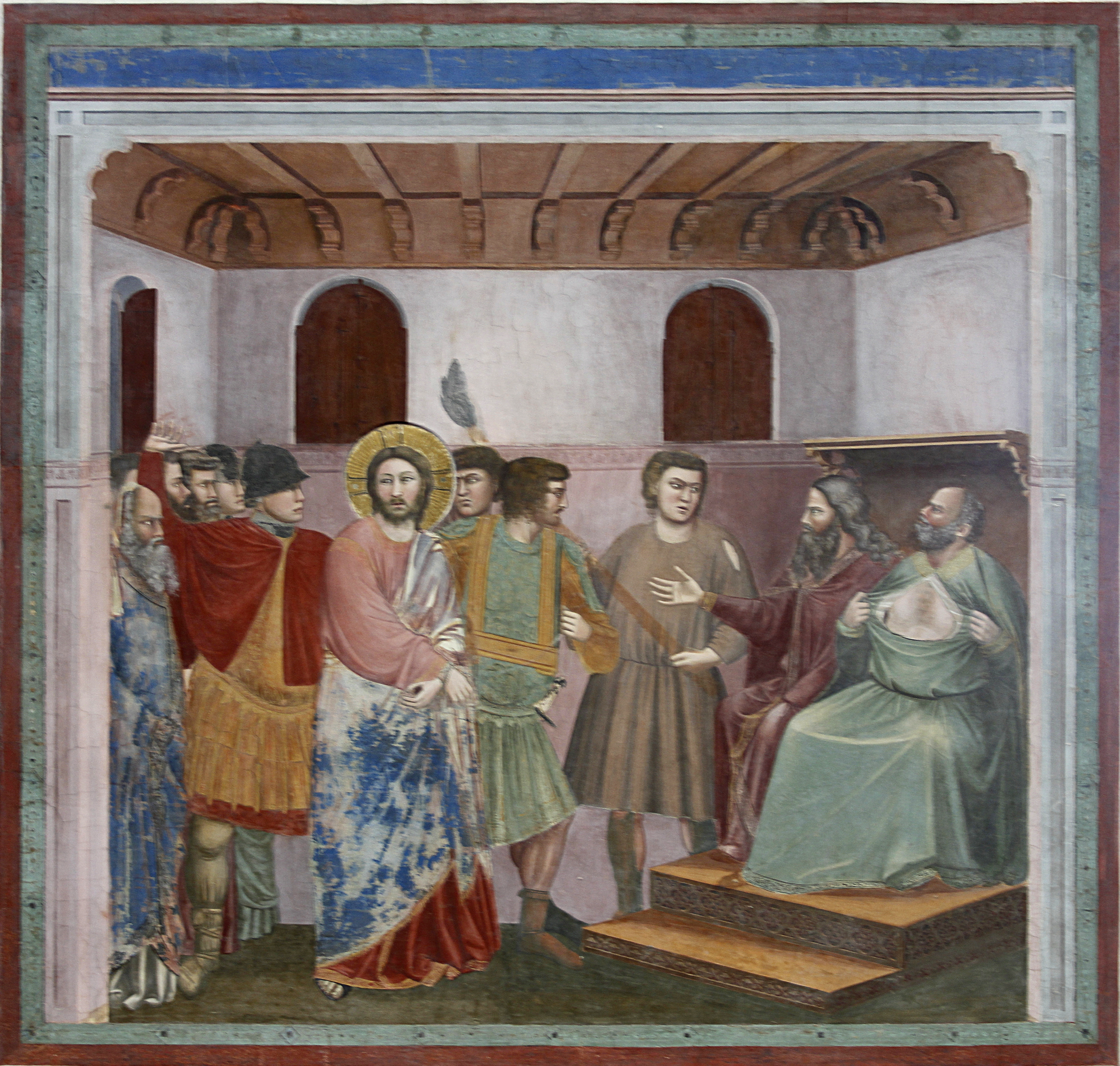
Kajaphas

- Kajar, Krista (1943–2013), estnische Dichterin und Schriftstellerin
- K'âjarnaĸ († 1741), erster herrnhutisch getaufter Grönländer

### Kajb
- Kajbjer, Olof (* 1992), schwedischer E-Sportler

### Kajd
- Kajdan, Jean-Michel (* 1954), französischer Fusionmusiker (Gitarre, Gesang, Komposition)
- Kajdanski, Tomasz (* 1958), polnischer Choreograph und Regisseur
- Kajdasch, Oleksandr (* 1976), ukrainischer Sprinter
- Kajdi, János (1939–1992), ungarischer Boxer
- Kajdon, Blanka (* 2002), ungarische Handballspielerin

### Kaje
- Kajeckas, Juozas (1897–1978), litauischer Jurist und Diplomat
- Kajetan von Thiene (1480–1547), Ordensgründer, Heiliger
- Kajević, Ena (* 1996), kroatische Tennisspielerin

### Kajf
- Kajfeš, Davor (1934–2024), schwedisch-kroatischer Jazzmusiker jugoslawischer Herkunft
- Kajfeš, Goran (* 1970), schwedischer Jazz- und Fusionmusiker (Trompete, Komposition)
- Kajfež Bogataj, Lučka (* 1957), slowenische Klimatologin

### Kajg
- Kajganić, Boško (1949–1977), jugoslawischer Torwart
- Kajganić, Milka (* 1951), kroatische Journalistin und AutorinMilka Kajganić (* 1951)

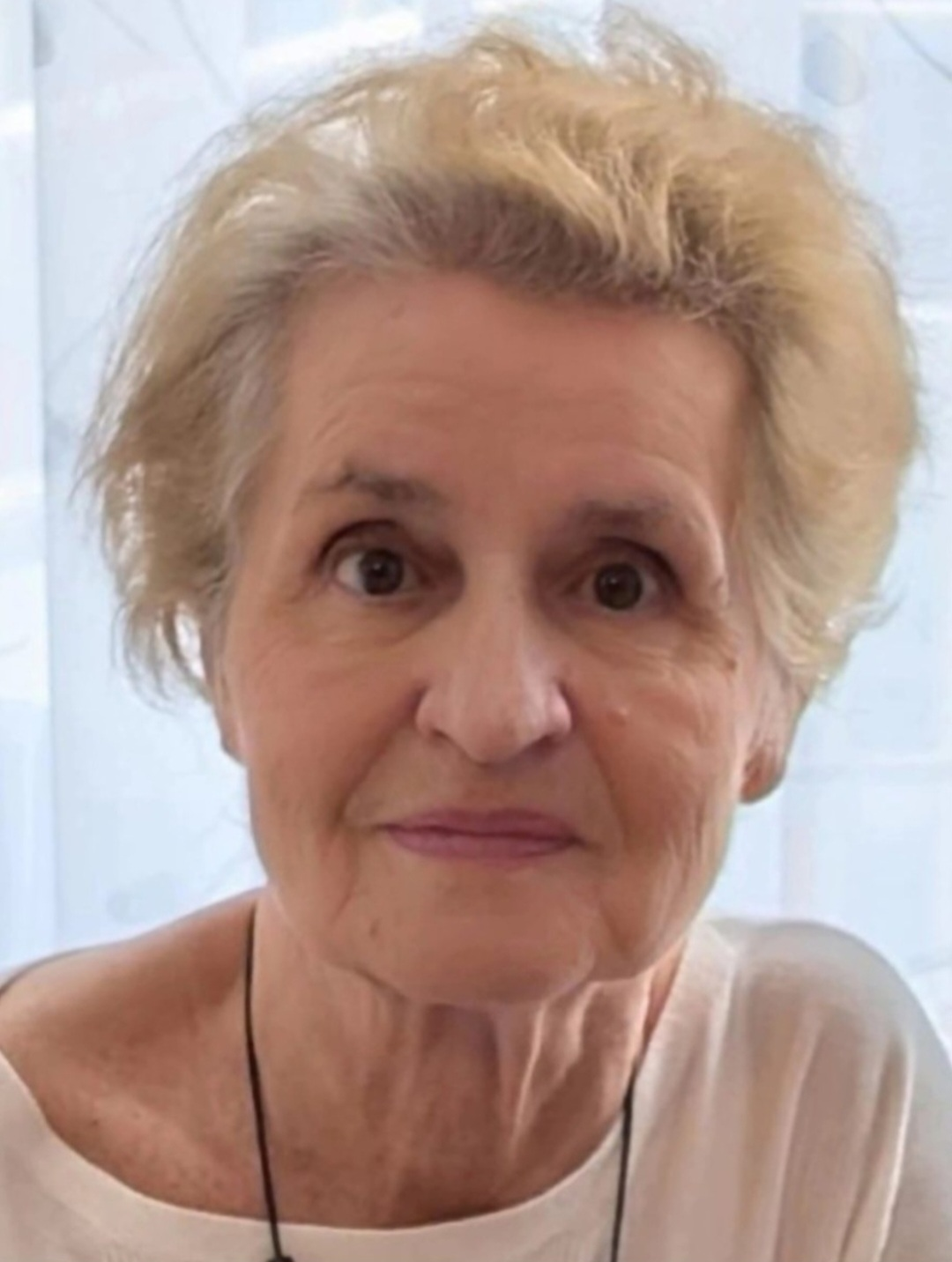
Milka Kajganić (* 1951)

- Kajganich, David (* 1969), US-amerikanischer Drehbuchautor und Filmproduzent

### Kaji
- Kaji, Akira (* 1980), japanischer Fußballspieler
- Kaji, Haruka (* 1994), japanische Tennisspielerin
- Kaji, Mayumi (* 1964), japanische Fußballspielerin
- Kaji, Meiko (* 1947), japanische Schauspielerin und Enka-Sängerin
- Kaji, Yūki (* 1985), japanischer Synchronsprecher
- Kajihara, Yūmi (* 1997), japanische Radsportlerin
- Kajii, Atsushi (* 1963), japanischer Wirtschaftswissenschaftler
- Kajii, Katsushi (* 1963), japanischer Fußballspieler
- Kajii, Motojirō (1901–1932), japanischer Schriftsteller
- Kajikawa, Hiroshi (* 1949), japanischer Bogenschütze
- Kajikawa, Ryōta (* 1989), japanischer Fußballspieler
- Kajikawa, Yūji (* 1991), japanischer Fußballspieler
- Kajimoto, Ichika (* 2004), japanische SchwimmerinIchika Kajimoto (* 2004)

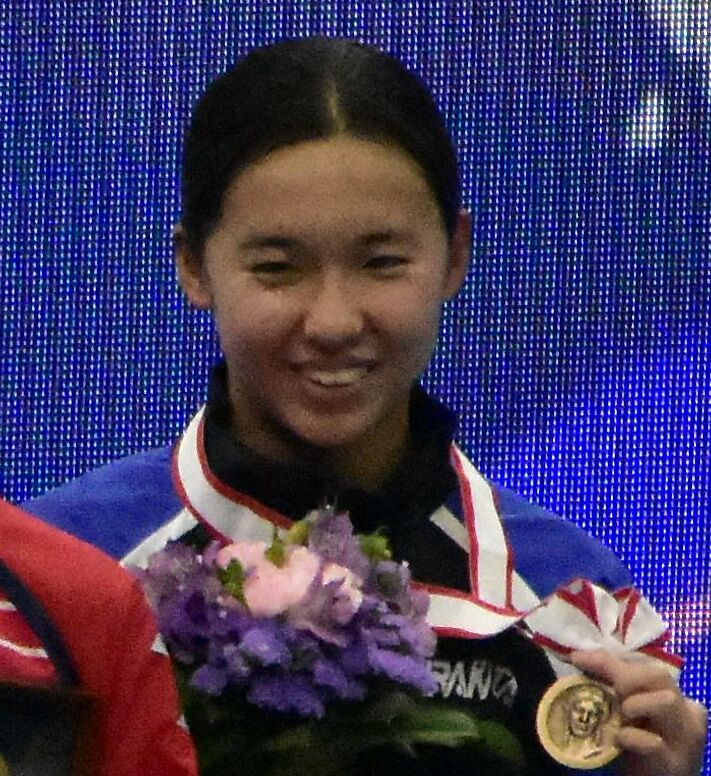
Ichika Kajimoto (* 2004)

- Kajin, Karlo (* 1999), kroatischer Tennisspieler
- Kajino, Satoshi (* 1965), japanischer Fußballspieler
- Kajino, Tomoyuki (* 1960), japanischer Fußballspieler
- Kajioka, Sadamichi (1891–1944), japanischer Vizeadmiral
- Kajita, Takaaki (* 1959), japanischer Physiker
- Kajitani, Robu (* 1994), japanische Tennisspielerin
- Kajiura, Norio (* 1951), japanischer Videokünstler, Maler und Bildhauer, der in Österreich lebt und arbeitet
- Kajiura, Yuki (* 1965), japanische Komponistin
- Kajiura, Yūki (* 2004), japanischer Fußballspieler
- Kajiwara, Hiroshi (1924–1989), japanischer Pianist, ein Klaviervirtuose von internationalem Rang und Musikpädagoge
- Kajiwara, Hisako (1896–1988), japanischer Maler
- Kajiwara, Kagetoki († 1200), Samurai
- Kajiwara, Shōzen (1266–1337), japanischer Mönch und Arzt
- Kajiya, James (* 1951), Pionier auf dem Gebiet der Computergrafik
- Kajiya, Yukihito (* 2000), japanischer Fußballspieler
- Kajiya, Yuriko (* 1984), japanische Balletttänzerin
- Kajiyama, Fusako (* 1977), japanische Fußballschiedsrichterin
- Kajiyama, Hiroshi (* 1953), japanischer Kunstturner
- Kajiyama, Hiroshi (* 1955), japanischer Politiker
- Kajiyama, Kanta (* 1998), japanischer Fußballspieler
- Kajiyama, Toshiyuki (1930–1975), japanischer Schriftsteller
- Kajiyama, Yōhei (* 1985), japanischer Fußballspieler
- Kajiyama, Yōichi (* 1971), japanischer Fußballspieler

### Kajk
- Kajkl, Milan (1950–2014), tschechoslowakischer Eishockeyspieler

### Kajl
- Kajlich, Bianca (* 1977), US-amerikanische Schauspielerin
- Kajlinger, Peter (* 1964), schwedischer Opernsänger

### Kajm
- Kajmakoski, Daniel (* 1983), nordmazedonischer Sänger
- Kajmaković, Omer, jugoslawischer Politiker und Diplomat
- Kajmer, Sagopa (* 1978), türkischer Rapper, DJ und Produzent

### Kajn
- Kajnek, Josef (* 1949), römisch-katholischer Theologe, Weihbischof in Königgrätz

### Kajo
- Kajol (* 1974), indische SchauspielerinKajol (* 1974)

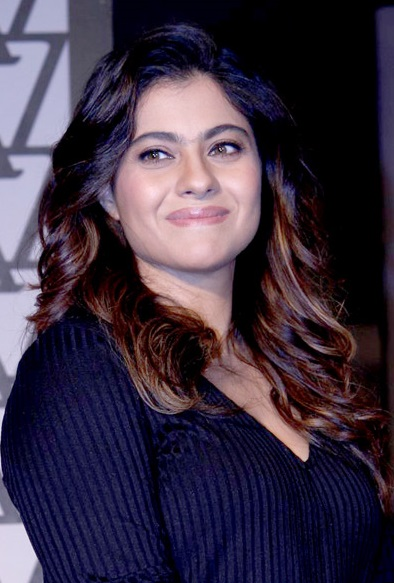
Kajol (* 1974)

- Kájoni, János (1629–1687), rumänischer Franziskaner und Komponist
- Kajosmaa, Marjatta (* 1938), finnische Skilangläuferin

### Kajp
- Kajpr, Adolf (1902–1959), tschechoslowakischer katholischer Priester, Jesuit und Herausgeber der katholischen Presse

### Kajr
- Kajrys, Krzysztof (* 1959), polnischer Fußballspieler

### Kajs
- Kajssen, Tetjana (* 2000), ukrainische Sprinterin

### Kajt
- Kajtaz, Sead (* 1963), jugoslawischer Fußballspieler
- Kajtazi, Ryva (* 1980), kosovarische Pop- und Dance-Sängerin
- Kajtazović, Nejc (* 1982), slowenischer Fußballschiedsrichter
- Kajtezović, Albin (* 1986), österreichischer Fußballtorhüter
- Kajtschew, Naum (* 1970), bulgarischer Historiker, Balkanologe und Dozent

### Kaju
- Kajukow, Stepan Jakowlewitsch (1898–1960), sowjetischer Theater- und Filmschauspieler
- Kajum-chan, Veli (1904–1993), Vorsitzender des Nationalen Turkestanischen Einheitskomitee (NTEK), der türkischen Exilregierung in Deutschland
- Kajumov, Dmitry (1949–2021), usbekischer Schachspieler
- Kajumowa, Walerija Sergejewna (* 1997), russische Biathletin
- Kajurow, Juri Iwanowitsch (* 1927), russischer Schauspieler
- Kajüter, Peter (* 1966), deutscher Ökonom und Hochschullehrer

### Kajz
- Kajzar, Helmut (1941–1982), polnischer Schriftsteller und Theaterregisseur
- Kajzer, Aneta (* 1989), deutsche Künstlerin
- Kajzer, Kaja (* 2000), slowenische Judoka